# Непокорен ангел
„Непокорен ангел“ (на испански: Ángel Rebelde) е венецуелска теленовела. Теленовелата е снимана през 2004 година в Маями, САЩ. Главните роли се изпълняват от Гретел Валдес, Виктор Нориега и Марица Родригес.

## Сюжет
Внимание:  Текстът по-долу разкрива сюжета на произведението (или части от него)!
Лусия е младо, красиво и очарователно момиче. Бедна по социално положение, но с голямо сърце. Раул е млад и красив мъж, който живее в бедния квартал на Лусия. От първата си среща Лусия и Раул се влюбват един в друг. Росита, племенницата на Етелвина (жената на Алехо-чичото на Раул), си пада по Раул и отдавна иска да го съблазни. Когато Росита разбира, че Лусия е влюбена в Раул, тя решава да направи живота ѝ ад. Елена, майката на Лусия, е дъщеря на богатата доня Енрикета Коварубиас, но един ден ще я накара да избяга от заможния си живот. Елена от дълги години крие истината за бащата на Лусия. Доня Енрикета не е харесвала Алехандро Валдерама за съпруг на дъщеря си, открадва му имотите и бижутериите и един ден тя нарежда на шофьора си да отиде да го убие. При самозащита, Алехандро убива шофьорът и бива вкаран в затвора за убийство, благодарение на фалшиви обвинения от доня Енрикета. Съвсем случайно 20 години след това, Алехандро е пуснат на свобода и се среща с Лусия без да знае, че му е дъщеря. Доня Енрикета освен Елена има и син, който е починал при незнайно какви обстоятелства. От този син, тя има внучки – Кристал, Мариела и Наташа. Кристал е лошата в тази история. Винаги е мразила по бедните от нея и ги е обиждала, а Мариела и Наташа са добри момичета и страдат от любов. Наташа е омъжена за Ернесто Лесама, пилот. От него има дъщеря на име Лисет, добро и мило девойче. Ернесто започва връзка с Кристал и изневерява на Наташа без тя да знае. След като Кристал зарязва Ернесто, той тръгва с най-добрата ѝ приятелка, Ирайра Ферер. Ирайра решава да крие в тайна връзката си с Ернесто.
Един ден Лусия тръгва да си търси работа, тъй като трябва да се препитава все някак. Тя си намира работа като прислужница в дома на Енрикета Коварубиас, властната ѝ баба. Когато Енрикета забелязва непокорният характер на Лусия, тя започва да я обижда и унижава. Тя винаги е казвала, че се гордее само с внучка си Кристал, която е пълно копие на нея.
Когато Кристал се запознае с Раул, любимият на Лусия, тя ще се влюби в него и ще го желае. Тя дори насила ще иска да се омъжи за него и го постига. Докато Раул се жени за Кристал, Лусия е бременна от него. След време Лусия ражда близнаците си. Тя никога не е ходила на гинеколог и затова не е знаела за това. Скоро Лусия разбира и за брака на Раул с Кристал.
От момента когато Кристал и Лусия се изправят една срещу друга, между тях ще се роди омраза. И двете ще се борят за любовта на Раул Ерненадес. Още по-голяма омраза се заражда между братовчедките, когато разберат истината.

## Актьорски състав
Пълен актьорски състав:
- Гретел Валдес – Лусия Валдерама Коварубиас
- Виктор Нориега – Раул Ернандес
- Марица Родригес – Кристал Коварубиас
- Освалдо Риос – Алехандро Валдерама
- Ариел Лопес Падия – Ернесто Лесама
- Алба Роберси – Елена Коварубиас Андуеса
- Клаудия Ислас – Енрикета Андуеса де Коварубиас
- Лисет Морелос – Наташа Коварубиас
- Берни Пас – Клаудио Саласар
- Исмаел Ла Роса – Леонел Анселми
- Марица Бустаманте – Мариела „Мариелита“ Коварубиас
- Орландо Фундичели – Висенте Ландер
- Норма Суньига – Лола
- Франклин Виргес – Алехандро „Алехо“ Еспехо
- Клаудия Рейес – Ирайра Ферер
- Марисол Калеро – Етелвина Перес
- Адриана Акоста – Роса „Росита“ Росалес
- Константинос Вротсос – Хосе „Чеито“ Ромеро
- Карлос Аугусто Малдонадо – Рафаел „Рафа“ Моранте
- Родриго Видал – Луиджи Спагети
- Патрисио Боргети – Хуан Кучило
- Марсела Кардона – Грасиела Сантяго
- Вивиан Руис – Балбина Ландер
- Мария Антониета Дуке – Руби Моранте
- Алба Ракел Барос – Симона Рамирес
- Сандра Итцел – Лисет Лесама Коварубиас
- Хуан Пабло Гамбоа – Камило Саласар
- Сабрина Олмедо – Бетания

## „Непокорен ангел“ в България
Теленовелата стартира в България на 3 септември 2007 г. от 19:00 по Диема Фемили на мястото на преустановения в делничните дни Веселяци и сърдитковци. На 30 септември 2009 г. започва повторение по Диема Фемили. Дублажът е на Диема Вижън. Ролите се озвучават от Ани Василева, Даниела Йорданова, Даниела Сладунова, Силви Стоицов и Иван Танев.